# Итабораи
Итабораѝ (на португалски: Itaboraí) е община в щата Рио де Жанейро, югоизточна Бразилия.
Разположена е източно от залива Гуанабара, на 38 km североизточно от централната част на град Рио де Жанейро. Селището е основано през 1672 година, а в началото на 21 век се развива бързо като център на химическата промишленост. Населението му е около 218 000 души (2010).